# Two Cousins
Two Cousins è un cortometraggio muto del 1909. Il nome del regista non viene riportato nei credit del film.

## Trama
Ruth provoca la gelosia della cugina Celeste: non solo Ruth è la favorita del ricco zio James, ma lui ha anche deciso di nominarla come sua erede mentre a Celeste destina solo una rendita vitalizia. Quest'ultima, gelosa, progetta di sbarazzarsi di quella pericolosa rivale e medita un piano per screditarla. Si reca dal professore De Monti, un noto ipnotizzatore, e gli promette cinquantamila dollari per ipnotizzare l'odiata cugina che, quella sera, senza volontà propria, si dovrà recare in casa dello zio per rubare il testamento e avvelenare il bicchiere d'acqua che, di notte, lui tiene sul comodino in camera da letto. Il rumore però sveglia lo zio James: l'uomo, sbigottito, assiste ai maneggi della nipote senza intervenire. Quando la ragazza esce, James chiama aiuto: Ruth si risveglia da quella sorta di incantesimo in cui è caduta ma non si raccapezza per ciò che le sta succedendo. Lo zio la sta accusando di averlo voluto avvelenare, la chiama assassina e le intima di non farsi più vedere. Mentre Ruth se ne va via disperata, un ghigno diabolico si disegna sul volto di Celeste. La sua prossima mossa sarà quella di chiudere Ruth in una casa di cura per levarsela definitivamente di torno. Ma i suoi piani saranno sconvolti dall'intervento del fidanzato di Ruth che, con la violenza, riesce a far confessare De Monti che viene arrestato. Il giovane spiega quello che è successo allo zio James. Questi, allora, chiama a sé Ruth, prendendola affettuosamente tra le braccia. Subito dopo nella stanza entra De Monti, seguito da Celeste. L'ipnotizzatore accusa la donna di essere lei il mandante: lei, vistasi perduta, prima che qualcuno possa fermarla, afferra il veleno bevendolo fino all'ultima goccia.

## Produzione
Il film fu prodotto dalla Lubin Manufacturing Company.

## Distribuzione
Distribuito dalla Lubin Manufacturing Company, il film - un cortometraggio in una bobina - uscì nelle sale cinematografiche statunitensi il 15 luglio 1909.